# یواس‌اس هاس
یواس‌اس هاس ممکن است به یکی از موارد زیر اشاره داشته باشد:
- یواس‌اس هاس (دی‌ئی-۴۲۴)
- یواس‌اس هاس (دی‌یی-۱۴۵)